# Ispitirea lui Isus

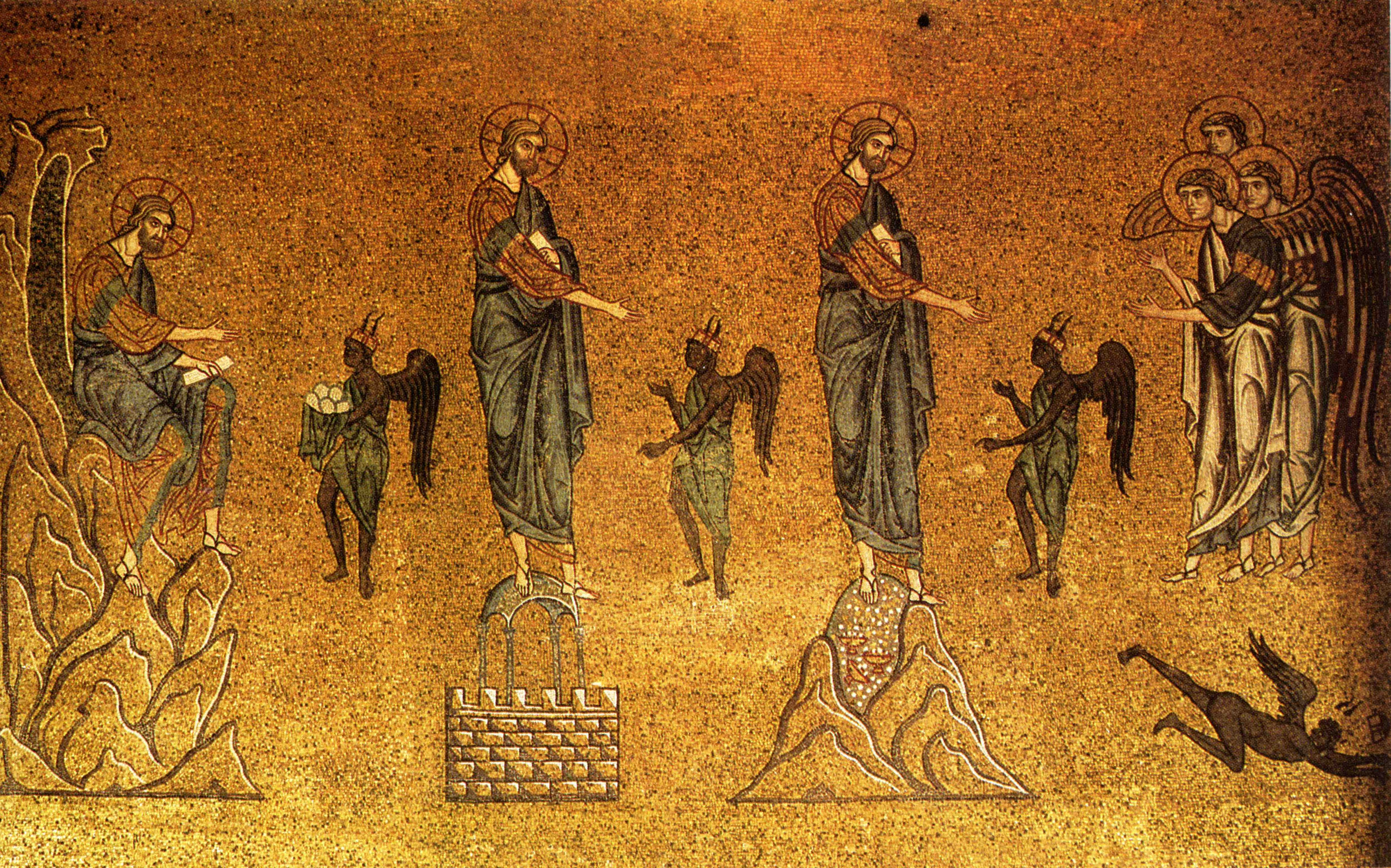
Ispitirea lui Isus, mozaic din sec. al XII-lea, Bazilica Sf. Marcu din Veneţia

Ispitirea lui Isus este detaliată în evangheliile lui Matei, Marcu și Luca. Potrivit acestora, după botez, Isus din Nazaret a petrecut patruzeci de zile și de nopți în Deșertul Iudeei. În această perioadă, Lucifer a apărut în fața lui Isus și a încercat să-l ispitească (ispita pâinii, ispita minunii și ispita bogățiilor și a slavei lumii). Isus a refuzat fiecare ispită, Lucifer a plecat iar îngerii au venit de i-au adus hrană lui Isus.